# Vöröshátú mézevő
A vöröshátú mézevő (Ptiloprora guisei) a madarak osztályának verébalakúak (Passeriformes) rendjébe és a mézevőfélék (Meliphagidae) családjába tartozó faj.
A magyar név forrással nincs megerősítve.

## Előfordulása
Pápua Új-Guinea területén honos. A természetes élőhelye a szubtrópusi vagy trópusi nedves hegyvidékek.

## Alfajai
- Ptiloprora guisei guisei (De Vis, 1894)
- Ptiloprora guisei umbrosa Mayr, 1931